# Holacanthus
Holacanthus là một chi cá biển thuộc họ Cá bướm gai. Các loài thuộc chi này được tìm thấy ở hai đại dương là Thái Bình Dương và Đại Tây Dương

## Phạm vi phân bố
Ngoại trừ H. africanus chỉ xuất hiện ở Đông Đại Tây Dương, các loài còn lại trong chi này có phạm vi phân bố tập trung ở Đông Thái Bình Dương và Tây Đại Tây Dương. Tuy vậy, có 2 loài trong số chúng đã được tìm thấy ở Địa Trung Hải, là H. africanus và H. ciliaris, được cho là đã theo tàu kéo của một giàn khoan dầu vào vùng biển này, hoặc do sự phóng thích cá cảnh.

## Từ nguyên
Từ định danh của chi được ghép bởi từ trong tiếng Hy Lạp cổ đại: holos ("toàn bộ") và acanthus ("gai, ngạnh"), không rõ đề cập đến điều gì. Có lẽ, hàm ý của tên gọi đề cập đến hàng gai ở trên nắp mang của những loài thuộc chi này (cũng là đặc điểm chung của tất cả các loài cá bướm gai).

## Các loài
Có 7 loài được công nhận là hợp lệ trong chi này, được xếp thành 2 phân chi, bao gồm:
Phân chi Angelichthys
- Holacanthus africanus Cadenat, 1951
- Holacanthus bermudensis Goode, 1876
- Holacanthus ciliaris (Linnaeus, 1758)
- Holacanthus clarionensis Gilbert, 1891
- Holacanthus limbaughi Baldwin, 1963
- Holacanthus passer Valenciennes, 1846

Phân chi Holacanthus
- Holacanthus tricolor (Bloch, 1795)

H. tricolor được xếp vào một phân chi riêng do chúng là loài lưỡng tính tiền nữ duy nhất được biết đến trong chi tính đến hiện tại, và chỉ H. tricolor là có hành vi sống theo chế độ hậu cung (một con cá đực lớn thống trị một nhóm cá cái).

## Sinh thái học
Các loài Holacanthus thường sống tập trung gần các rạn san hô và những mỏm đá ngầm có sự phát triển phong phú của san hô và hải miên (bọt biển). Hải miên là nguồn thức ăn chính của những loài trong chi này, bên cạnh đó, chúng cũng ăn bổ sung cả tảo, những loài thuộc phân ngành Sống đuôi (như hải tiêu) và san hô.

### Lai tạp
Những loài có cùng khu phân bố (sympatric species), có thể tạo ra những cá thể lai giữa nhau. Cặp loài thường hay lai tạp được biết đến nhiều nhất là H. ciliaris và H. bermudensis. Con lai giữa hai loài này đã từng được xem là một loài riêng biệt và được mô tả với danh pháp là H. townsendi (và thường được gọi là cá thiên thần Townsend). Bên cạnh đó, những cá thể lai giữa H. passer và H. clarionensis cũng đã được ghi nhận ở México.

## Thương mại
Holacanthus bao gồm những loài có màu sắc rực rỡ và bắt mắt. Những loài trong chi này được đánh bắt nhằm mục đích xuất khẩu trong ngành thương mại cá cảnh.

### Trích dẫn
- Richard L. Pyle (2003). A systematic treatment of the reef-fish Family Pomacanthidae (Pisces: Perciformes) (PDF) (Tiến sĩ). Đại học Hawaii. Lưu trữ ngày 21 tháng 5 năm 2021 tại Wayback Machine